# Gliwickie Towarzystwo Fotograficzne
Gliwickie Towarzystwo Fotograficzne – stowarzyszenie fotograficzne, istniejące w latach 1961–2000, utworzone na bazie gliwickiego Oddziału Polskiego Towarzystwa Fotograficznego, istniejącego w latach 1951–1961.

## Historia
Gliwickie Towarzystwo Fotograficzne, stowarzyszenie mające charakter amatorski, zostało zawiązane w 1961 roku z inicjatywy gliwickich propagatorów ruchu fotograficznego – między innymi Władysława Deca, Tadeusza Maciejko i Adama Sheybala (przedwojennych lwowskich fotografów) oraz Piotra Janika, Romualda Matwijiszyna, Jana Fricze, Emila Kuglera. GTF funkcjonowało (z niewielkimi przerwami) przez 39 lat – zakończyło działalność w 2000 roku.

## Działalność
Gliwickie Towarzystwo Fotograficzne było inicjatorem i organizatorem wielu przeglądów, wystaw, warsztatów fotograficznych. Było między innymi stowarzyszeniem mającym charakter edukacyjny. Towarzystwo wielokrotnie organizowało wykłady z teorii i sztuki fotografii, wykłady o nowościach i trendach w ówczesnej fotografii. Organizowało wiele spotkań z ówczesnymi znanymi przedstawicielami polskiej fotografii (m.in. ze Zbigniewem Dłubakiem, Edwardem Hartwigiem). Gliwickie Towarzystwo Fotograficzne organizowało również prezentacje fotografii znanych artystów spoza gliwickiego środowiska fotograficznego (m.in. Bronisława Schlabsa, Zdzisława Beksińskiego). 
Wielu członków Gliwickiego Towarzystwa Fotograficznego zostało utytułowanymi fotografami na arenie ogólnopolskiej oraz międzynarodowej. Między innymi kilkunastu członków GTF zostało przyjętych w poczet członków rzeczywistych Związku Polskich Artystów Fotografików, kilku członków uhonorowano tytułami Międzynarodowej Federacji Sztuki Fotograficznej FIAP (Aleksander Górski, Piotr Janik, Władysław Jasieński, Jerzy Lewczyński, Zofia Rydet, Adam Sheybal, Czesław Siemianowski, Michał Sowiński). 
Jeden z członków GTF, Stanisław Jakubowski, w 1970 roku zdobył I Nagrodę w konkursie fotografii prasowej World Press Photo 1969 za fotoreportaż Wyrwani śmierci – serię zdjęć z kopalni węgla Generał Zawadzki.